# Baronie Breda Classic
La Baronie Breda Classic, également appelée Rabo Baronie Breda Classic, est une course cycliste sur route masculine, disputée aux Pays-Bas, autour de Breda, de 2009 à 2014.
En 2013, elle intègre le calendrier de l'UCI Europe Tour, en catégorie 1.2.
En août 2015, la fondation qui organise la course (Stichting Baronie Breda Classic) annonce devoir annuler l'édition prévue un mois plus tard, faute d'avoir réuni le budget nécessaire. La Baronie Breda Classic n'est plus disputée ensuite,.

## Palmarès
| Année | Vainqueur         | Deuxième           | Troisième           |
| ----- | ----------------- | ------------------ | ------------------- |
| 2009  | Marco Bos         | Sierk-Jan de Haan  | Bart van Haaren     |
| 2010  | Wesley Kreder     | Sander Oostlander  | Raymond Kreder      |
| 2011  | Rene Hooghiemster | Jeroen Boelen      | Sierk-Jan de Haan   |
| 2012  | Jurrien Bosters   | Michael Vingerling | Dries Hollanders    |
| 2013  | Mike Teunissen    | Michael Vingerling | Bart van Haaren     |
| 2014  | Mike Teunissen    | Coen Vermeltfoort  | Sjoerd van Ginneken |